# ケラタン硫酸 エンド-1,4-β-ガラクトシダーゼ
ケラタン硫酸 エンド-1,4-β-ガラクトシダーゼ(Keratan-sulfate endo-1,4-beta-galactosidase, EC 3.2.1.103)は、系統名をケラタン硫酸 4-β-D-ガラクタノヒドロラーゼ(keratan-sulfate 4-beta-D-galactanohydrolase)という酵素である。ケラタナーゼ(keratanase)等とも呼ばれる。以下の化学反応を触媒する。
ケラタン硫酸中の(1->4)-β-D-ガラクトシド結合をエンド型で加水分解する。
1,3-N-acetyl-alpha-D-グルコサミニル残基に隣接する1,4-β-D-ガラクトシド結合を加水分解する。